# Georg Matthäus Vischer
Pour les articles homonymes, voir Vischer.
Georg Matthäus Vischer (né le 22 avril 1628 à Wenns, mort le 13 décembre 1696 à Linz) est un topographe, graveur et ecclésiastique autrichien.
Malgré sa profession spirituelle, il se consacre à la géographie et l'arpentage. Pour le compte des domaines, Vischer crée des cartes et dessine des villes, des châteaux, des palais et des abbayes dans les régions de Basse-Autriche, de Haute-Autriche, de Styrie, de Moravie et de Hongrie. Ces gravures sont souvent les illustrations les plus anciennes.

## Biographie
Georg Matthäus Vischer est d'origine rurale et élève de l'école de l'abbaye de Stams pendant quelques années, mais la quitte en raison de la situation économique défavorable de sa famille. À 15 ans, il est soldat dans la phase finale de la guerre de Trente Ans, où il sert sous les ordres du général Johann von Sporck en Souabe.
En 1648, Vischer est de retour à Stams. Après des études de théologie à Passau où il découvre la cartographie et le noviciat avorté, commence pour lui une vie instable et impossible à reconstruire complètement. En tout cas, il est chapelain à partir de 1654 (à Vienne et Leonstein (de) près de Grünburg de 1666 à 1668). Vers 1660, Vischer commence à dessiner les châteaux et palais du pays et à les faire graver sur cuivre, y compris les propriétés du comte Georg Siegmund von Salburg, dont celle de Leonstein. En 1665, le comte lui confie le pastorat, où Vischer commence à mettre en œuvre ses plans. Doté d'un privilège sur les domaines avec lesquels il avait conclu le traité la même année, il est autorisé à voyager librement à travers le pays. Avec dans ses bagages les lourds instruments de mesure de terrain, y compris la chaîne de mesure en fil de fer, soutenu par des aides qu'il paie lui-même, il achève les travaux en neuf mois.

## Œuvre
- Archiducatus Austriae Superioris Descriptio facta Anno 1667 (de). Augsbourg 1669.
- Archiducatus Austriae Inferioris Accuratissima Geographica Descriptio. Vienne 1670.
- Topographia Austriae superioris modernae (de)
- Archiducatus Austriae Inferioris Accuratissima Geographica Descriptio. Augsbourg/Vienne 1670
Archiducatus Austriae Inferioris Geographica et Noviter Emendata Accuratissima Descriptio. 2. Auflage. Vienne 1697.
- Topographia archiducatus Austriae Inferioris modernae 1672. Vienne 1672
- Topographia Ducatus Stiriae. Graz 1681.
- Abriss über die strittige Grenze zwischen Österreich und Mähren, die Herrschaften Drosendorf und Frain betreffend. Vienne 1672–1676.
- Mappa über die strittige Grenze des Landes Österreich und Mähren, die Herrschaft Hagenberg und Kadolz in Österreich, Joslowitz aber in Mähren betreffend. Vienen 1674–1676.

## Source de traduction
1. 1 2 3  (de) Alfons Krieglsteiner, « Der Mann, der Oberösterreich auf eine Karte setzte », sur Oberösterreichische Nachrichten, 2019 (consulté le 24 avril 2024)

- (de) Cet article est partiellement ou en totalité issu de l’article de Wikipédia en allemand intitulé « Georg Matthäus Vischer » (voir la liste des auteurs).